# Witica crassicauda
Espèce
Synonymes
- Epeira crassicauda Keyserling, 1865
- Salassia tricuspis Gétaz, 1893
- Witica talis O. Pickard-Cambridge, 1895
- Physiola nigrans Simon, 1895
- Bion brevis O. Pickard-Cambridge, 1898

Witica crassicauda est une espèce d'araignées aranéomorphes de la famille des Araneidae.

## Distribution
Cette espèce se rencontre au Mexique, au Guatemala, au Honduras, au Nicaragua, au Costa Rica, au Panama, à Cuba, en République dominicaine, à Porto Rico, à la Trinité, au Venezuela, en Colombie et au Pérou,.

## Description
Les mâles mesurent de 1,4 à 1,7 mm et les femelles de 6,5 à 12,0 mm.

## Publication originale
- Keyserling, 1865 : Beiträge zur Kenntniss der Orbitelae Latr. Verhandlungen der kaiserlich-königlichen zoologisch-botanischen Gesellschaft in Wien, vol. 15, p. 799-856 (texte intégral).